# Elaeocarpus halconensis
Elaeocarpus halconensis är en tvåhjärtbladig växtart som beskrevs av Merrill. Elaeocarpus halconensis ingår i släktet Elaeocarpus och familjen Elaeocarpaceae. Utöver nominatformen finns också underarten E. h. triflorus.